# 科学のラジオ
科学のラジオ～Radio scientia～（かがくのラジオ ラジオサイエンティア）は、2021年6月7日からニッポン放送が配信する科学のポットキャスト、インターネットラジオの番組である。第3回JAPAN PODCAST AWARDS 推薦作品に選ばれた。

## 概要
ニッポン放送アナウンサーの吉田尚記が、国立科学博物館認定サイエンスコミュニケータで、大学の芸人の黒ラブ教授と共に様々なさまざまな科学について深く掘り下げていくニッポン放送のPodcast番組である。
聞き手の吉田尚記と、話し手の黒ラブ教授の二人で、トークしてゆく形式である。毎週月曜に更新で、1か月に1回ずつ科学の大きなテーマが変わる。
単なる科学の解説ではなく、居酒屋で話しているかのような軽いトーク、次の日に誰かにしゃべりたくなるような内容の番組作りをしている。
毎回、番組の冒頭に「間違った話はしないけど、正確さにこだわると逆にわかんなくなるので、興味をもってもらえたら、この世界はめっちゃ細かく説明してくれる人がいるので、そちらを参考にしてください。」と話す。ただし内容的には、かなり科学の深い内容まで踏み込んでいるが、POPに聞かせる内容になっている。

## シリーズ
| #      | テーマ         | タイトル                                                           | 配信日    |
| ------ | -------------- | ------------------------------------------------------------------ | --------- |
| 1      | 遺伝子         | よっぴーさんとキスマイ玉森君は、99％以上同一人物                   | 2021/6/7  |
| 2      | 遺伝子         | よっぴーさんとキスマイ玉森君は、99％以上同一人物2                  | 2021/6/14 |
| 3      | 遺伝子         | 未来のアイドル写真集は遺伝子配列になる                             | 2021/6/21 |
| 4      | 遺伝子         | ウイルスって、実はなんだかわかってない                             | 2021/6/28 |
| 5      | コンピューター | コンピューターって足し算と引き算しかできないの                     | 2021/7/5  |
| 6      | コンピューター | コンピューターの大事な部分は石で出来てる。つまり今は、まだ石器時代 | 2021/7/12 |
| 7      | コンピューター | コンピューターは０か１しか考えてない～                             | 2021/7/19 |
| 番外編 | コンピューター | 量子コンピューターに挑戦のコーナー                                 | 2021/7/26 |
| 8      | NIMS           | 日本の宝NIMS(ニムス）って何？                                      | 2021/8/2  |
| 9      | NIMS           | 世界を照らしているのはNIMS(ニムス）                                | 2021/8/10 |
| 10     | NIMS           | 自分のヒビを治すセラミック！                                       | 2021/8/16 |